# مارسيل لورينز
مارسيل لورينز (بالألمانية: Marcel Lorenz)‏ هو متسابق على الجليد بمزلاجة ألماني، ولد في 5 يناير 1982 في زونهبرغ في ألمانيا.